# Concertante voor drie blaasinstrumenten en orkest
De Concertante voor drie blaasinstrumenten en orkest is een compositie van Arnold Bax.
Bax voltooide het werk na 2 maanden gezwoegd te hebben op 1 januari 1949. Bax had na 1946 moeite om nog muziek op papier te krijgen, de inspiratie daartoe leek verdwenen. Na dit werk volgde nog maar een zestal werken. Een verzoek van de Henry Wood Concert Society kon hij echter niet weigeren en hij kwam met een in zijn ogen een trippelconcert. In deel 1 is de althoboïst de solist, in deel 2 de klarinettist en in deel 3 de hoornist. Deze solodelen kennen een begeleiding door een uitgedund orkest, bestaande uit trompet, trombone, pauken, percussie en strijkinstrumenten en in deel 1 en 3 ook harp. In deel 4 spelen de drie solisten “tegen” een volledig bezet symfonieorkest zonder tuba.
De delen:
- Elegy: Lento poco ad lib.
- Scherzo: Allegro-allegretto semplice
- Lento
- Allegro ma non troppo, brillante

Bax vond het zelf geen programmamuziek. Toch heeft deel 1 een subtitel: A lament for tragic lovers, met in gedachte de liefde tussen twee Ierse nationalisten, Robert Emmet en Sarah Curran, met een citaat uit She is far from the land, dat volgens musicoloog Lewis Foreman nauwelijks terug te vinden in. Het werk verscheen niet in gedrukte vorm; het bleef bij manuscript.
De première was weggelegd voor Malcolm Sargent en het BBC Symphony Orchestra met solisten uit dat orkest in de Royal Albert Hall op 2 maart 1949. 